# Крівіна (Прахова)
Крівіна (рум. Crivina) — село у повіті Прахова в Румунії. Входить до складу комуни Горгота.
Село розташоване на відстані 38 км на північ від Бухареста, 17 км на південь від Плоєшті, 102 км на південь від Брашова.

## Населення
За даними перепису населення 2002 року у селі проживали 1036 осіб, з них 1034 особи (99,8%) румунів. Рідною мовою 1035 осіб (99,9%) назвали румунську.